# Црква Светог великомученика Георгија у Хртковцима
Црква Светог великомученика Георгија у Хртковцима, насељеном месту на територији општине Рума, припада Епархији сремској Српске православне цркве.
Црква је подигнута 1994. године.